# (11311) Pélée
(11311) Pélée ((11311) Peleus) est un astéroïde Apollon découvert le 10 décembre 1993 par Carolyn et Eugene Shoemaker à l'observatoire Palomar. Il est nommé d'après le personnage de la mythologie grecque Pélée.